# Agonomycetes
Agonomycetes – jedna z grup grzybów niedoskonałych, u których zaobserwowano tylko rozmnażanie bezpłciowe. Grzyby z grupy agonomycetes nie tworzą zarodników konidialnych, rozmnażając się poprzez podział grzybni lub pączkowanie. Ich plecha może mieć sprzążki oraz tworzyć sklerocja i inne struktury wegetatywne.
Niemożliwe było stworzenie naturalnej, opartej na pokrewieństwie klasyfikacji grzybów rozmnażających się wyłącznie bezpłciowo. Istniał co prawda taki podział wprowadzony pod koniec XIX wieku przez Pier Andrea Saccardo, jednak był to podział całkowicie sztuczny niewiele mający wspólnego z pokrewieństwem. Z tego powodu na przełomie XX i XXI wieku zrezygnowano ze sztucznego podziału grzybów niedoskonałych na klasy, rzędy i rodziny. Od VIII wydania Dictionary of the Fungi zamiast nich wprowadzono określenia incertae sedis, a rodzaje grzybów niedoskonałych podzielono na trzy grupy: coelomycetes, agonomycetes i hyphomycetes. Za kryterium podziału przyjęto:
- cechy konidiomów,
- typ konidiogenezy,
- morfologię konidiów[1].

W klasyfikacjach grzybów nie występuje takson Agonomycetes. Jest tylko nieformalna grupa grzybów agonomycetes.